# Raymond Chanel
Pour les articles homonymes, voir Chanel.
 (novembre 2013).
Raymond Chanel, né le 4 janvier 1908 à Paris 6e et mort le 6 mars 1999 à Nevers, est un médecin O.R.L. et résistant français.

## Biographie
Démobilisé en 1940, il reprend son activité à Nevers (Nièvre). Très rapidement, il participe à la mise en place d'une filière d'évasion de l'Armée Volontaire ; il devient le spécialiste de l'évasion de ce réseau, rapidement rattaché au  mouvement Vengeance,.
Arrêté le 2 novembre 1942 à Paris, il est interné au camp de Mauthausen jusqu'à la libération de celui-ci le 5 mai 1945. Avant sa démobilisation, le 11 juillet 1947, au grade de médecin-commandant, il contribue à la reconnaissance de l'A.V. par la commission d'homologation. Il reprend alors son activité de médecin O.R.L. à Nevers. Il est décoré de la médaille de la résistance.
Dans une lettre écrite a une ancienne amie Muriel Banfield Perier le 12 février 1985, Docteur Chanel a révélé les identités de plusieurs caractères qui se trouvaient dans son livre. Il a écrit:
« Pour de multiples raisons, j’ai cru utile de transformer de nombreux noms de personnes, de rues et de lieux, pour que ne se reconnaissent que les gens concernés et non pas leurs voisins… Je décode dans cette lettre quelques noms pour vous permettre de vous y retrouver : Robert Perrier [votre mari] est désigné sous les noms de Jules et de Mercier. Votre belle-mère [fleuriste à l'époque] que nous appelions gentiment « la môme Buron » est devenue Simone Carre…. La rue Duret est devenue la rue Tournemire, et la ville de Caen est devenue ville de Bayeux. Méresse et quelques autres sont sous leurs noms véritables. Ce livre vous donnera une idée exacte du « boulot » fait par notre réseau S.R.A.V. (Service de Renseignements de l’Armée Volontaire) Non sans casse ! »

## Odonymie
- Allée du Docteur Raymond-Chanel à Nevers.
- Allée Raymond Chanel à Blismes, menant au château de Poussignol qu'il habita.

## Œuvre
- Raymond Chanel, Contribution au diagnostic des corps étrangers méconnus du larynx, de la trachée et des bronches..., thèse de doctorat, 1935.
- Dr Raymond Chanel, Un médecin en enfer, propos recueillis par Michel Chrestien, préface de Rémy, Librairie académique Perrin, Paris, 1970.